# Salvador Reyes
Salvador Reyes Monteón (Guadalajara, 20 de setembro de 1936 - Guadalajara, 29 de dezembro de 2012) foi um futebolista e treinador de futebol mexicano que competiu nas Copa do Mundo FIFA de 1962 e 1966.
Por clubes, Chava (ou Melón, como era conhecido) destacou-se pelo Chivas, entre 1953 e 1967, quando se aposentou pela primeira vez. Voltou a jogar neste último ano, pelo Los Angeles Toros, passando também por Laguna, San Luis e Tigres, sendo que nestes 2 clubes acumulava a função de técnico. Treinou também o Atletas Campesinos, o Cuerudos de Victoria e o Serranos de Teziutlán.
Em 18 de janeiro de 2008, aos 71 anos de idade, retornou aos gramados para fazer seu jogo de despedida, contra o Pumas. Atuou durante 50 segundos, dando lugar a Omar Bravo. Esta partida significou um recorde para Reyes: ele se tornaria o atleta mais velho a atuar em uma partida de futebol, superando o brasileiro Pedro Ribeiro de Lima, jogador e presidente da Perilima, clube da Segunda Divisão paraibana.
Seu filho, também chamado Salvador Reyes, também foi jogador de futebol, tendo atuado entre 1988 e 1997. Faleceu em 29 de dezembro de 2012, aos 76 anos.